# Todos los fuegos el fuego
Todos los fuegos el fuego, traduzido no Brasil e em  Portugal como Todos os fogos o fogo, é um livro de contos de Julio Cortázar, publicado em 1966.
Em Portugal, foi traduzida por Carlos Barata e publicada pela Editorial Estampa, em 1974.

## Contos
- A auto-estrada do sul (La autopista del sur)
- A saúde dos doentes (La salud de los enfermos)
- Reunião (Reunión)
- Senhorita Cora (Señorita Cora)
- A ilha ao meio-dia (La isla a mediodía)
- Instruções a John Howell (Instrucciones para John Howell)
- Todos os fogos o fogo (Todos los fuegos el fuego)
- O outro céu (El otro cielo)